# Tumulo del Principe etrusco
Il tumulo del Principe etrusco è un monumento funerario datato attorno al VII secolo a.C. rinvenuto nella periferia nord-ovest di Pisa, nel quartiere Gagno, in via San Iacopo.

## Descrizione
Nel 1853 durante i lavori di ampliamento del cimitero suburbano di via S. Jacopo a Pisa, sono state ritrovate una ventina di tombe facenti parte di un complesso sepolcrale cristallizzato attorno ad un tumulo di 30 m di diametro. Ma solo nel 1994 durante dei lavori di scavo è stato portato alla luce necropoli con il relativo tumulo etrusco di cospicue dimensioni, che rappresenta l'elemento di maggior importanza dell'estesa necropoli. Il tumulo, ad oggi, si presenta delimitato da una corona costituita da lastre di pietra di ridotto spessore, infisse verticalmente nel terreno con regolarità. 

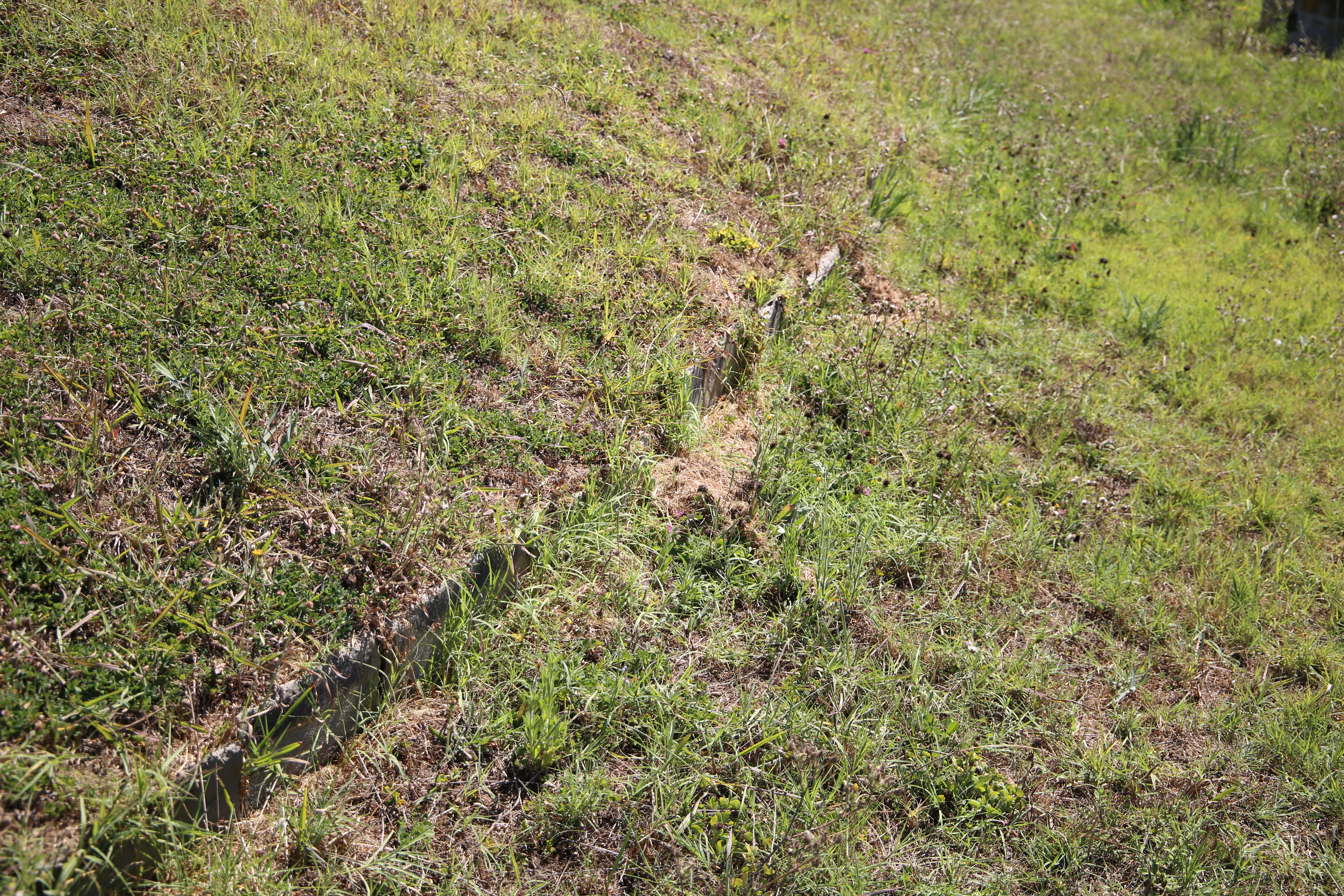
Crepidine del tumulo

A circa sette metri da questa corona sono disposte coppie di pietre monolitiche ad una distanza di due metri l'una dall'altra. Nel settore nord-est della corona sono poi inserite perpendicolarmente al terreno due piccole lastre che costituiscono il sostegno a quello che doveva essere un gradino, forse in legno, per consentire l'accesso all'area intorno al tumulo. All'interno del monumento, più precisamente al centro, si trova una struttura complessa composta da una grande fossa quadrangolare di quattro metri di lato e profonda un metro dove è collocata una cassa lignea (2,50 m x 1,50 m x 0,70 m) e al cui interno sono stati trovati pochi frammenti di vasi, una coppa di bronzo ed ossa di ovino, probabilmente resti di un pasto funebre. La fossa era stata poi colmata con piccole pietre e ricoperta con terra fino alla sommità delle lastre della corona, ad eccezione di una buca di forma triangolare, riempita con argilla sterile e al cui interno era stato deposto un tridente in ferro con l'asta ritualmente spezzata. 
Al di sopra della buca un altare sulla cui superficie sono stati trovati un coltello in ferro, quattro spiedi sempre in ferro ed una mascella di cavallo. L'altare era stato poi smontato e alcune delle sue parti deposte in una fossa quadrangolare scavata a cinque metri dal suo luogo di origine. Di fianco all'altare nella parte a nord-est è deposto, entro una buca di forma quadrangolare, un grande dolio decorato e chiuso da coperchio. Al suo interno è stata ritrovata una grande quantità di cenere, con frammisti piccoli chiodi di bronzo, resti di una lamina anch'essa in bronzo e un sottile filo d'oro.

## Datazione
I pochi materiali ritrovati all'interno della fossa confermano una cronologia compresa entro il primo quarto del VII secolo. a.C. Alla stessa epoca risalgono anche delle sepolture poste a sud del tumulo realizzate entro piccoli dolii collocati sul piano di campagna e successivamente ricoperti con terra. Questi contenevano modesti corredi per lo più spille in bronzo e ornamenti femminili vari.

## Storia

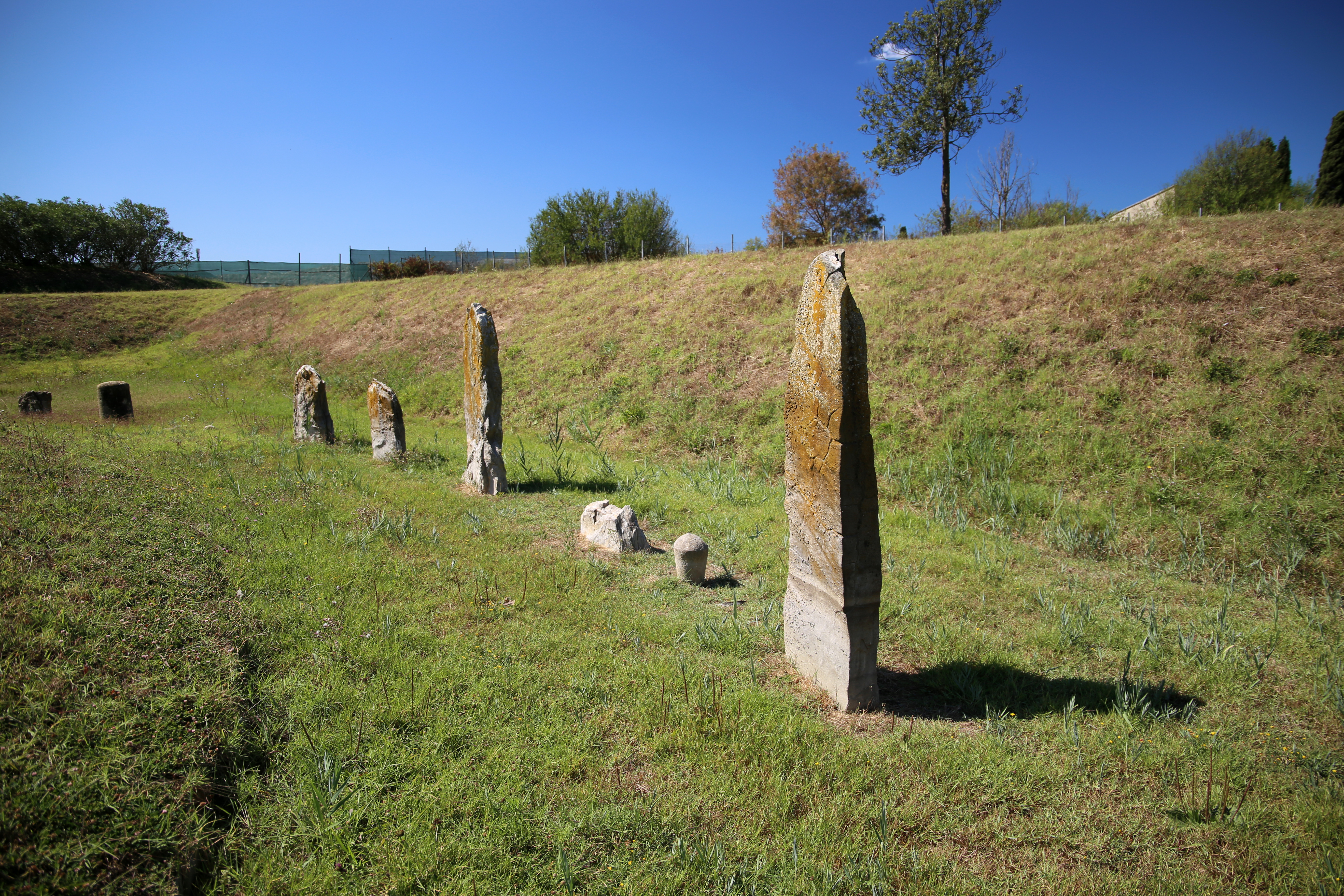
La corona

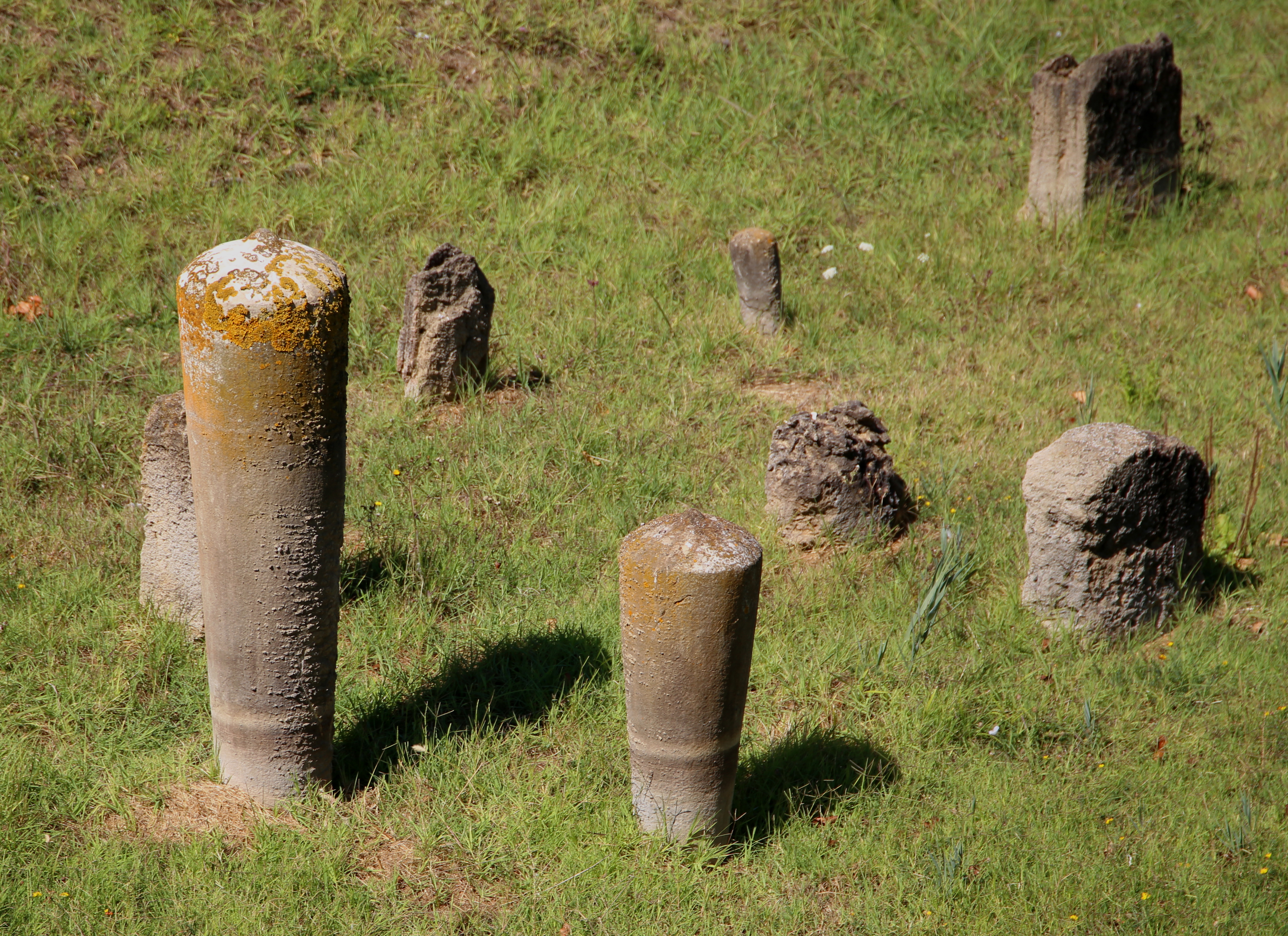
Cippi

Nel corso del terzo quarto del VII secolo a.C sopra al tumulo si dispongono quattro sepolture, due contenenti individui di sesso femminile e due di sesso maschile. Una delle sepolture femminili presenta il cinerario, ovvero un'olla, inserita assieme al corredo in un grande dolio collocato su un piano di pietra entro una buca circolare chiusa da una lastra monolitica; l'altra sepoltura, meno conservata, presenta il cinerario all'interno di una cassetta litica. Le tombe maschili vedono il cinerario, rappresentato sempre da una piccola olla, poggiato su un piano costituito da una lastra di pietra insieme agli oggetti del corredo, per lo più armi, racchiusi da un dolium rovesciato coperto con terra. Una quinta sepoltura, appartenente ad una fanciulla, è stata rinvenuta nello spazio tra la corona del tumulo e la serie di coppie di pietra. Le sue ceneri sono contenute in un dolio inserito in una fossa nel terreno unitamente ai pochi oggetti del corredo: un unguentario, una collana con pendenti d'oro e un fermatrecce.
Nel terzo quarto del VII secolo a.C. quindi lo spazio della necropoli fu utilizzato da quello che doveva essere un importante gruppo gentilizio pisano per sottolineare il proprio ruolo all'interno della società.
Nel corso del VI secolo a.C. nell'area a Sud del complesso funebre è segnalata tutta una serie di sepolture indicate da cippi, ad esaltazione del ruolo del tumulo quale monumentum gentis. La presenza fisica dei vari membri della gens attorno ad esso sembra così proiettare l'immagine stessa del gruppo gentilizio. Non a caso infatti si ha in questo momento la monumentalizzazione dell'ingresso del tumulo con la predisposizione di un articolato complesso di pietre che scandiscono l'area di accesso alla tomba; tra i due blocchi più interni sono stati rinvenuti all'interno di una fossa un cratere a colonnette e un'anfora, decorati secondo la tecnica a figure nere e per questo riconducibili proprio al VI secolo a.C. Nell'area esterna al tumulo sono presenti due rudimentali altari, sedi di rituali sacrificali, testimoniati da resti di ossa animali ed una coppa attica.

### Scavo
Una prima segnalazione dell'esistenza del complesso monumentale avvenne il 5 aprile 1967 durante dei lavori per la realizzazione di un pozzo da parte del proprietario del terreno. Solo nel dicembre del 1994 ebbero però inizio ricerche più approfondite dell'area. Dopo pochi giorni di scavo furono portate alla luce le lastre che solo successivamente si comprese essere parte alla corona che andava a circondare il tumulo. Nel settembre successivo furono trovate sepolture di età arcaica, cippi e altre lastre che dovevano essere pertinenti al complesso monumentale. Oggi questo complesso viene denominato “Tomba del Principe Etrusco” e rappresenta una realtà museale della città, testimonianza tangibile del passato di Pisa.

## Cultura
Il grande tumulo, al centro di un sistema di tombe più piccole, lascia intravedere l'esistenza di una struttura sociale gerarchicamente organizzata e distinta in gruppi di parentela allargata; all'interno di questi gruppi emergono alcuni principes gentis e relative élite gentilizie.
Da elementi recuperati nel corso degli scavi è stato possibile chiarire il ruolo di colui che doveva trovarsi sepolto all'interno del tumulo. Un particolare sguardo lo si deve rivolgere al tridente di ferro, strumento dalle forti valenze simboliche: attributo di regalità, connesso con la figura del dio Nettuno, ma anche strumento utilizzato per lo svolgimento della pesca.
Non può, quindi, essere del tutto esclusa l'ipotesi che il ruolo, la ricchezza e il prestigio dell'uomo sepolto siano da mettere in connessione con le attività legate al mare. All'interno del tumulo in realtà non sono stati trovati resti umani e questo fa del monumento pisano un cenotafio. Molto povero risulta anche il corredo che comprende un'olletta e una pisside.
A terra resti bruciati di ossa di ovino che fanno presupporre la preparazione di un rogo, organizzato in onore del defunto; frammisti alle ceneri resti di una lamina metallica che dovevano far parte di un kolossós, ossia una riproduzione del corpo del defunto, deposto nella tomba come sostituto del cadavere assente. 
Questo sito, insieme ad altre testimonianze d'epoca etrusca rinvenute nelle zone a nord dell'Arno, come piazza del Duomo e l'area dello stadio, conferma la presenza umana nel territorio pisano sin da epoche remote. La scoperta si è rivelata importantissima poiché tramite i reperti trovati al suo interno è stato possibile comprendere a grandi linee il rito di sepoltura etrusco.